# Artemis III
Artemis III està previst que sigui la primera missió que faci un allunatge amb tripulació del programa Artemis Es preveu que Artemis III sigui la segona missió Artemis tripulada i la que faci el primer allunatge amb tripulació nord-americana des de l'Apollo 17 el desembre de 1972. Està programada per no abans de mitjans de 2027.
L'objectiu d'Artemis III és fer allunar una tripulació de dos astronautes a la regió polar sud de la Lluna per a una estada d'aproximadament una setmana.
La previsió és llançar fins a quatre astronautes a bord de l'Orion, dels quals només dos baixaran a la superfície de la Lluna a bord de l'Starship HLS, i els altres romandran a bord de l'Orion. Els dos astronautes que allunaran realitzaran fins a quatre passejades espacials per la seva superfície, realitzant una varietat d'observacions científiques, inclosa el mostreig de glaç.
Abans de l'allunatge de l'Artemis III, s'enviaran a la superfície alguns equips addicionals, entre ells, un rover sense pressió perquè els astronautes l'utilitzin durant les seves excursions lunars. Aquest rover tindrà la capacitat de ser controlat a distància. Amb ell, es podria arribar a diverses regions permanentment ombrejades mitjançant incursions curtes de 5 a 15 quilòmetres.

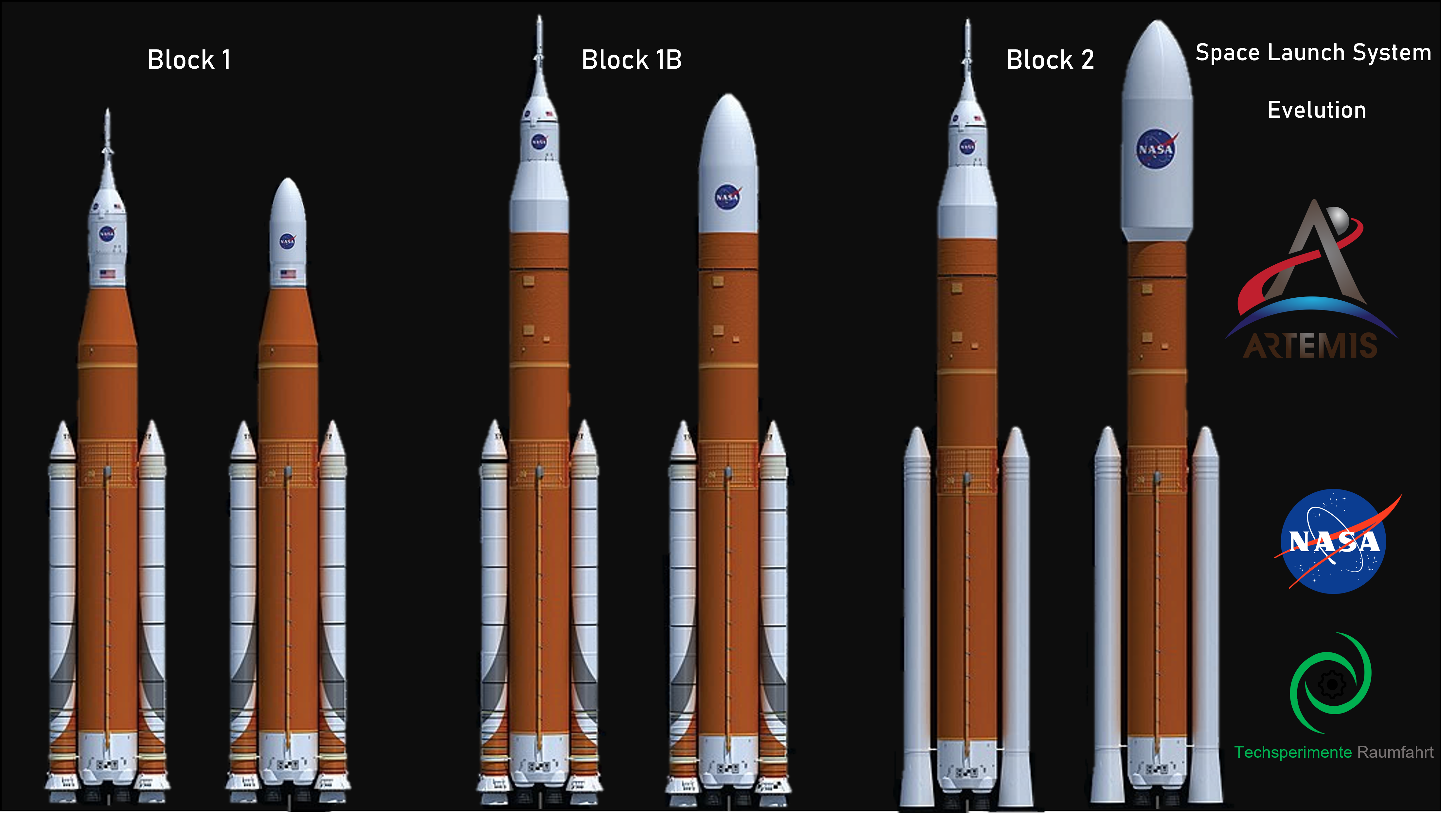
Evolució del sistema de llançament espacial

## Nau espacial

### Sistema de llançament espacial
El Sistema de Llançament Espacial (SLS) és un llançador d'elevació súper pesada utilitzat per llançar la nau espacial Orion des de la Terra fins a una òrbita translunar. En les tres primeres missions d'Artemis (I, II i III) s'utilitzarà el coet accelerador SLS Block 1. Després, des d'Artemis IV fins a Artemis VIII, les missions utilitzaran el bloc SLS 1B, amb una etapa superior d'explotació més capaç i una bodega per transportar altres càrregues útils.

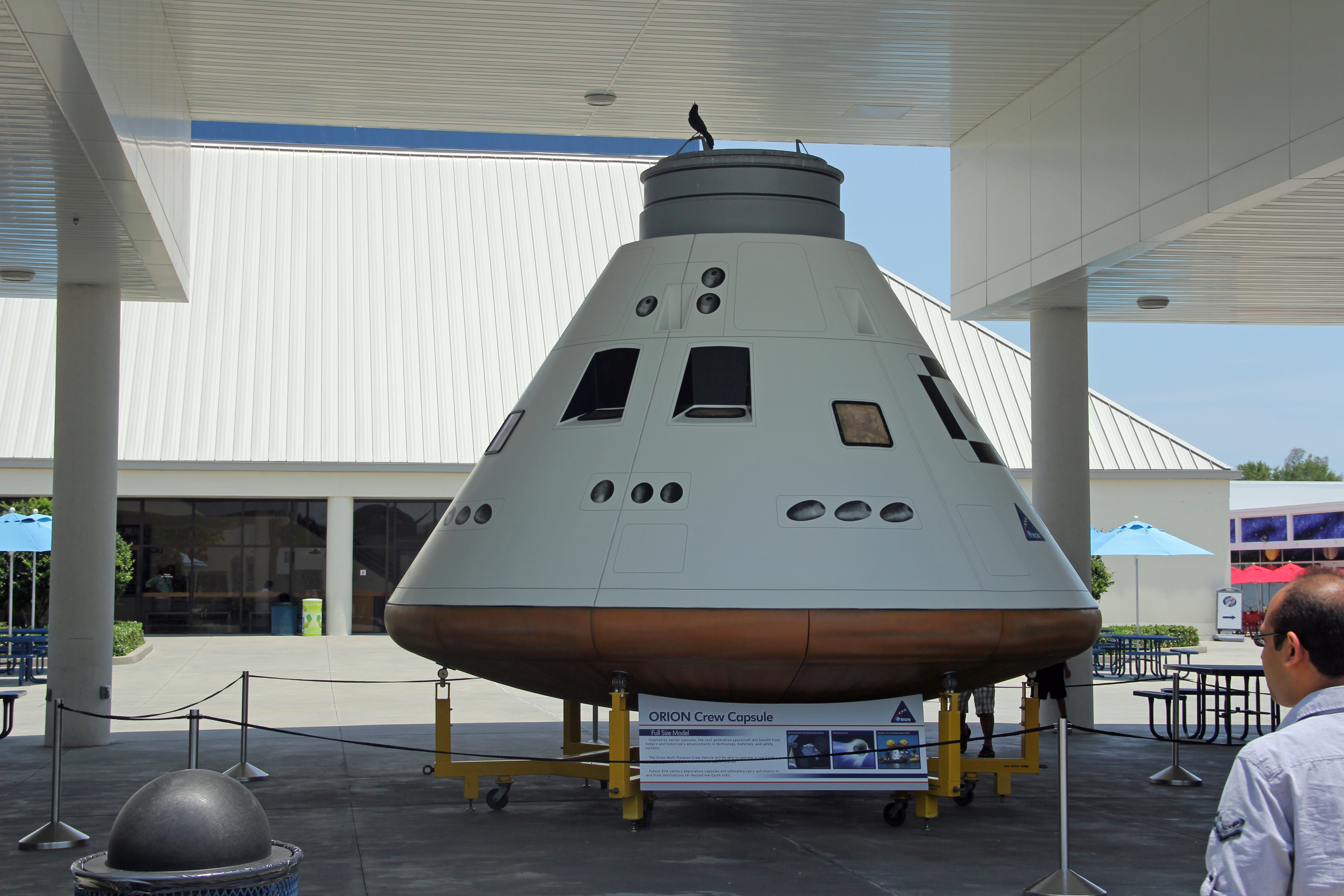
Càpsula de la tripulació d'Orion (2013)

### Orion
Orion és el vehicle de transport de la tripulació que s'utilitzarà en totes les missions del programa Artemis. Transportarà la tripulació de la Terra a l'òrbita lunar, atracarà amb Starship HLS i tornarà la tripulació a la Terra.

### Starship HLS, dipòsit i vaixells cisterna

Artemis III concepte d'operacions

El 16 d'abril de 2021, la NASA va seleccionar SpaceX per desenvolupar Starship HLS i lliurar-lo a una òrbita d'halo gairebé rectilínia (NRHO) abans de l'arribada de la tripulació per utilitzar-la a la missió Artemis III. El lliurament requereix que, abans de pujar a l'NRHO, la Starship HLS s'hagi de repostar a l'òrbita terrestre. Aquest avituallament requereix un dipòsit de propel·lent pre-posicionat a l'òrbita terrestre que s'omple per múltiples (almenys 14) vols de cisterna.
Una vegada arribin a l'òrbita lunar, dos astronautes es transferiran d'Orion a Starship HLS, que baixarà a la superfície lunar. Allí romandran diversos dies abans que Starship HLS s'enlairi de la Lluna per retornar-los a la nau Orion. Després del retorn dels astronautes, Starship HLS serà eliminat enviant-lo a l'òrbita heliocèntrica.

## Desenvolupament
Amb la ratificació el desembre de 2017 de la Directiva de política espacial 1 de l'administració Trump, es va establir un programa lunar tripulat, més tard conegut com el programa Artemis, que utilitzarà el vehicle multipropòsit Orion (MPCV) i una estació espacial en òrbita lunar. Originalment anunciada com a Exploration Mission-3 (EM-3), l'objectiu de la missió era enviar quatre astronautes a una òrbita d'halo gairebé rectilini al voltant de la Lluna i lliurar l'ESPRIT i el mòdul d'utilització dels EUA a l'estació espacial lunar, coneguda com a Lunar Gateway.
Tanmateix, el maig de 2019, es va preveure que ESPRIT i el mòdul d'utilització dels EUA, ara anomenat HALO, volessin per separat en un vehicle de llançament comercial. Artemis III es va reprogramar per accelerar el primer allunatge tripulat del programa Artemis, amb la previsió que l'Orion MPCV es trobaria amb una mínima estació espacial Lunar Gateway formada només per l'Element de potència i propulsió i un petit hàbitat/ node d'acoblament, amb un mòdul de descens conegut com a Human Landing System (HLS).
A principis de 2020, quan es va conèixer que el lliurament de l'estació Lunar Gateway seria posterior al llançament de la missió Artemis III, els plans perquè Orion i l'HLS es trobessin amb la Gateway es van abandonar a favor de l'acoblament directe d'Orion i HLS.
El 10 d'agost de 2021, es va constatar que els nous vestits espacials que utilitzarà la tripulació de les missions Artemis no estarien preparats fins a l'abril de 2025 com a molt aviat, cosa que endarreriria la missió des de la data de llançament inicialment prevista a finals de 2024.
Posteriorment, després de diversos anuncis que apuntaven a que la missió s'hauria d’endarrerir almenys dos o tres anys, el gener de 2024 la NASA va confirmar oficialment que el llançament de la missió Artemis III no es produirà abans del setembre de 2026. Fins i tot, hi ha un organisme nord-americà, el GAO, que havia informat que la missió era poc probable que es produís abans de 2027.
El març de 2024, la NASA va anunciar que els instruments científics que s'havien d'incloure a la missió eren un conjunt compacte i autònom de sismòmetres anomenat Lunar Environment Monitoring Station (Estació de Monitorització del Medi Ambient Lunar), o LEMS per les seves sigles en anglès. LEMS estudiarà l'estructura regional de l'escorça i el mantell de la Lluna per informar el desenvolupament de models de formació i evolució lunars. Un altre instrument que s'enviarà és Lunar Effects on Agricultural Flora (Efectes de la Lluna sobre la Flora Agrícola), també conegut com LEAF per les seves sigles en anglès. LEAF investigarà l'impacte de l'entorn de la superfície lunar en els cultius espacials. El tercer instrument és el Lunar Dielectric Analyzer (Analitzador Dielèctric Lunar), o en anglès LDA, una càrrega útil aportada per la comunitat internacional per mesurar la capacitat de la regolita per propagar un camp elèctric.
Al desembre de 2024, l'Administrador Nelson va anunciar que el llançament de la missió Artemis III es posposava fins almenys mitjans 2027, a causa dels mesos de recerca en matèria d'enginyeria relacionats amb el sistema de suport vital i l'escut tèrmic de la nau.